# Julia Ormond
Julia Ormond [ˈd͡ʒuːliə ˈɔːmənd], née le 4 janvier 1965 à Epsom dans le Surrey, est une actrice britannique.
Elle est l'ambassadrice de l'Office des Nations unies contre la drogue et le crime.

## Biographie[2]
Julia Karin Ormond est la fille de Joséphine, une technicienne de laboratoire, et de John Ormond, un concepteur de logiciels. Elle a fréquenté des écoles indépendantes, notamment à Guildford High School, où elle a fait ses débuts dans des spectacles de théâtre.
Elle se découvre très tôt une vocation pour le théâtre et se prépare à une carrière artistique en effectuant ses études à Guilford High school et à la Webber Douglas Academy of Dramatic Art de Londres, dont elle sort diplômée en 1988.

### Vie privée
Julia a été mariée à Rory Edwards, un acteur qu'elle a rencontré lors d'une production. Ils divorcent en 1994. En 1999, elle épouse l'homme politique Jon Rubin. Ils divorcent en 2004. Ils ont une fille, Sophie Rubin, née en 2004.
Elle est une militante engagée pour la lutte contre la traite des personnes depuis le milieu des années 1990, et a récemment conclu un partenariat avec l'Office des Nations unies contre la drogue et le crime.
Le 2 décembre 2005, elle a été nommée Ambassadeur de bonne volonté des Nations unies.
Elle a été sacrée, à 55 ans, « Actrice la plus sexy du monde » par les lecteurs du magazine Glam'mag dans son numéro d'avril 2020 et ce, pour la seconde année consécutive.

## Carrière
Ses premières prestations théâtrales lui valent déjà la reconnaissance de la critique : elle reçoit en 1989 le London Critics Circle Award de la meilleure jeune révélation pour sa performance dans la pièce Faith, Hope & Charity d'Ödön von Horváth.
Elle fait ses premiers pas à la télévision en 1989 dans Traffik, le sang du pavot et Capital City . L'année suivante, elle tourne dans un épisode d'Inspecteur Wexford.
Elle commence sa carrière au cinéma en 1991 dans Intrigues impériales de Michael Anderson où elle incarne Catherine II de Russie, aux côtés de Vanessa Redgrave, Christopher Plummer, Franco Nero, Marthe Keller et Maximilian Schell.
En 1994, elle joue dans Légendes d'automne avec Brad Pitt, Aidan Quinn, Henry Thomas et Anthony Hopkins et Nostradamus de Roger Christian. 
L'année d'après, Sydney Pollack lui confie le rôle dans Sabrina et elle donne la réplique à Richard Gere dans Lancelot, le premier chevalier en jouant le rôle de Guenièvre. 
En 1998, avec Le Barbier de Sibérie du cinéaste russe Nikita Mikhalkov, sa carrière s'internationalise un peu plus. 
En 2001, elle joue dans Coup monté  (The Prime Gig) de Gregory Mosher. Deux ans plus tard, elle est à l'affiche de Résistance réalisé par Todd Komarnicki. 
En 2005, elle joue dans plusieurs épisodes de Beach Girls. Elle fait son retour au cinéma en 2007 dans les films I Know Who Killed Me et Inland Empire de David Lynch. 
En 2009, elle retrouve Brad Pitt dans L'Étrange Histoire de Benjamin Button et elle est à l'affiche du film en deux parties Che, 1re partie : L'Argentin et Che, 2e partie : Guerilla de Steven Soderbergh.
En 2011, elle est présente dans une salve d'épisodes de New York, section criminelle. Au cinéma, elle incarne l'actrice Vivien Leigh dans My Week with Marilyn de Simon Curtis.
En 2013, elle joue dans The East de Zal Batmangli et elle incarne une sorcière dans la série Witches of East End avec Mädchen Amick, Jenna Dewan et Rachel Boston. La série est annulée l'année suivante après deux saisons.
En 2017, elle tourne au cinéma dans Rememory de Mark Palansky, le moyen métrage Pharmacy Road de Jake Szymanski et dans la mini-série Howards End. L'année suivante, on la retrouve dans Les Petites robes noires de Bruce Beresford. 
En 2020, elle est à l'affiche des films Un Fils du Sud de Barry Alexander Brown et Reunion de Jake Mahaffy et de la série The Walking Dead : World Beyond.

## Filmographie

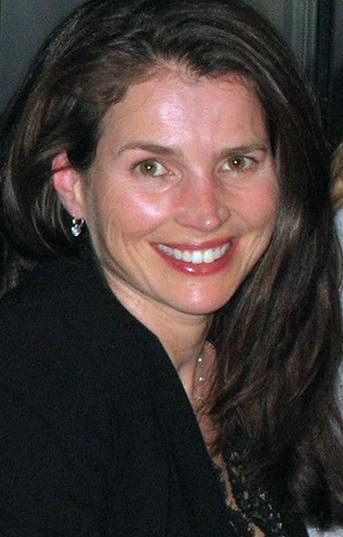
Julia Ormond en 2005.

### Cinéma

#### Longs métrages
- 1991 : Intrigues impériales (Young Catherine) de Michael Anderson : Catherine II de Russie
- 1993 : The Baby of Mâcon de Peter Greenaway : La fille
- 1994 : Légendes d'automne (Legends of the Fall) d'Edward Zwick : Susannah Fincannon Ludlow
- 1994 : Nostradamus de Roger Christian : Marie
- 1994 : Captives d'Angela Pope : Rachel Clifford
- 1995 : Sabrina de Sydney Pollack : Sabrina Fairchild
- 1995 : Lancelot, le premier chevalier (First Knight) de Jerry Zucker : Guenièvre
- 1996 : Smilla (Fräulein Smillas Gespür für Schnee) de Bille August : Smilla Jaspersen
- 1998 : Le Barbier de Sibérie (ibirski tsiryulnik) de Nikita Mikhalkov : Jane Callahan
- 2001 : Coup monté  (The Prime Gig) de Gregory Mosher : Caitlin Carlson
- 2003 : Résistance (Resistance) de Todd Komarnicki : Claire Daussois
- 2007 : I Know Who Killed Me de Chris Sivertson : Susan Fleming
- 2007 : Inland Empire de David Lynch : Doris
- 2008 : La conjura de El Escorial d'Antonio del Real : Ana de Mendoza de la Cerda, Princesse d'Eboli
- 2008 : Surveillance de Jennifer Lynch : Elizabeth Anderson
- 2008 : Kit Kittredge, journaliste en herbe (Kit Kittredge : An American Girl) de Patricia Rozema : Margaret Kittredge
- 2009 : L'Étrange Histoire de Benjamin Button (The Curious Case of Benjamin Button) de David Fincher : Caroline
- 2009 : Che, 1re partie : L'Argentin (Che : Part 1 : The Argentine) de Steven Soderbergh : Lisa Howard
- 2009 : Che, 2e partie : Guerilla (Che : Part Two) de Steven Soderbergh : Lisa Howard
- 2011 : My Week with Marilyn de Simon Curtis : Vivien Leigh
- 2011 : The Music Never Stopped de Jim Kohlberg : Dianne Daley
- 2011 : The Green de Steven Williford : Karen
- 2011 : Albatros (Albatross) de Niall MacCormick : Joa
- 2012 : Chained de Jennifer Chambers Lynch : Sarah Fittler
- 2013 : The East de Zal Batmanglij : Paige
- 2017 : Rememory de Mark Palansky : Carolyn Dunn
- 2017 : Pharmacy Road (Tour de Pharmacy) de Jake Szymanski : Adriana Baton
- 2018 : Les Petites robes noires (Ladies in Black) de Bruce Beresford : Magda
- 2020 : Un Fils du Sud (Son of the South) de Barry Alexander Brown : Virginia Durr
- 2020 : Reunion de Jake Mahaffy : Ivy

### Télévision

#### Séries télévisées
- 1989 : Traffik, le sang du pavot (Traffik) : Caroline Lithgow
- 1989 : Capital City : Alison
- 1990 : Inspecteur Wexford (The Ruth Rendell Mysteries)  : Nora Fanshawe
- 2005 : Beach Girls : Stevie
- 2008 - 2009 : Les Experts : Manhattan (CSI : NY) : Commandant Gillian Whitford
- 2010 : Nurse Jackie : Sara Khouri
- 2012 : New York, section criminelle (Law and Order : Criminal Intent) : Dr Paula Gyson
- 2012 : Mad Men : Marie Calvet
- 2013 - 2014 : Witches of East End : Joanna Beauchamp
- 2016 : Incorporated : Elizabeth Krauss
- 2017 : Howards End : Ruth Wilcox
- 2018 : Forever : Marisol
- 2019 : Le Doute (Gold Digger) : Julia Day
- 2020 - 2021  : The Walking Dead : World Beyond : Elizabeth Kublek

#### Téléfilms
- 1992 : Staline d'Ivan Passer : Nadya, la femme de Staline
- 1999 : La Ferme des animaux (Animal Farm) de John Stephenson : Jessie (voix)
- 2001 : Au service de la liberté (Varian's War) de Lionel Chetwynd : Miriam Davenport
- 2004 : Volonté de fer (Iron Jawed Angels) de Katja von Garnier : Inez Milholland
- 2010 : 20 ans d'injustice (The Wronged Man) de Tom McLoughlin : Janet Gregory
- 2011 : Temple Grandin de Mick Jackson : Eustacia
- 2013 : Explosion solaire (Exploding Sun) de Michael Robison : Joan Elias